# 평택도시공사
평택도시공사(Pyeongtaek Urban Corporation)는 평택시를 위한 도시 및 주택 개발, 공공시설물의 운영과 관리 등을 담당하는 경기도 평택시 산하 지방공기업이다. 

## 설립근거
- 지방공기업법
- 평택시 평택도시공사 설립 및 운영 조례

## 설립취지
- 지역개발사업을 통하여 평택시민의 복지향상 및 지역사회 발전에 이바지함

## 회사로고(CI)
평택도시공사의 심볼마크는 평택도시공사 영문 대표글자 "P"를 붉은하늘과 푸른바다의 역동적인 모습으로 형상화하여 《환경친화기업》, 《고객을 위해 언제나 편안하고 친숙한 기업》, 《항상 열정으로 최선을 다하는 기업》 이미지를 상징화하였다.

## 조직도
| 부서명     | 담당업무 | 부서명           | 담당업무 |
| ---------- | --- | ---------------- | --- |

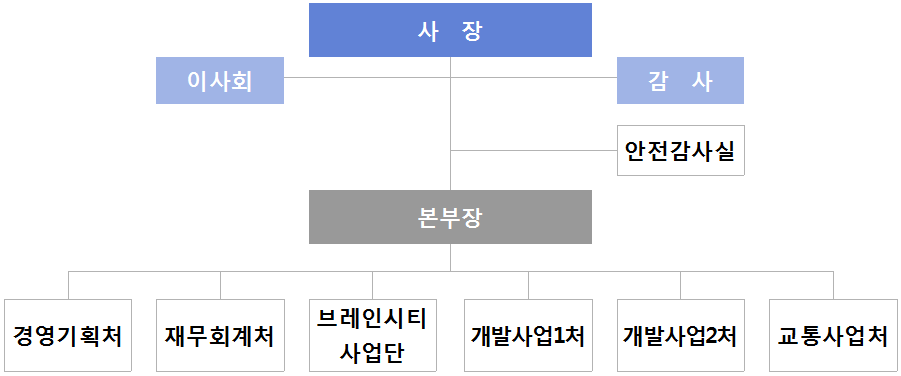

| 이사회     | - 상임이사 2명, 비상임이사 5명, 비상임감사 1명 - 정관에서 정한 사항들에 대한 심의/의결 - 이사회운영규정에서 정한 보고사항들 확인                      | 브레인시티사업단 | - 브레인시티 사업계획 및 인허가 - 브레인시티 공사, 감리 및 관리감독 - 조성원가 산정, 분양 및 홍보전략 수립 - 브레인시티 보상업무 |
| 안전감사실 | - 감사, 재난안전관리, 사규관리, 법무, CS관리 | 개발사업1처      | - 브레인시티, 진위2산단, 고덕택지, 평택BIX 조성공사 - 설계변경, 지적확정 측량, 품질관리 - 준공시설물 인수인계 및 사후처리        |
| 경영기획처 | - 기획, 홍보, 경영계획, 시·의회, 이사회 - 인사, 조직, 복리후생, 노사, 총무, 전산관리 - 경영평가, 성과평가, 사회공헌                                   | 개발사업2처      | - 사업용토지, 보유토지 분양 및 사후관리 - 보유토지 관리, 대부, 용도변경                                                          |
| 재무회계처 | - 사업원가, 자본금 관리, 공사채 발행 - 수입, 지출, 결산업무, 세금 및 회계관리 - 물품 수급 및 계약관리 - 신규사업 발굴, 타당성용역, 투자심의, 용역발주 | 교통사업처       | - 공영주차장 관리, 운영 - 어린이교통공원 관리, 운영 - 교통약자 이동지원센터 관리, 운영                                           |

## 연혁
- 2007. 10. 4. 평택지방공사 설립 및 운영조례 제정
- 2008. 3. 10. 평택지방공사 설립 인가
- 2008. 3. 10. 민병균 초대 사장 취임
- 2008. 3. 17. 평택지방공사 설립 법인 등기 - 자본금(30억 원)
- 2008. 4. 10. 사명변경(평택지방공사→평택도시공사)
- 2008. 4. 21. 자본금 증자(30억 원→1,020억 원)
- 2008. 4. 29. 창립식
- 2008. 12. 22. 자본금 증자(1,020억 원→1,552억 원)
- 2009. 12. 28. 자본금 증자(1,552억 원→2,241억 원)
- 2010. 2. 8. 자본금 감자(2,241억 원→2,141억 원)
- 2010. 3. 24. 장덕수 제2대 사장 취임
- 2013. 4. 24. 임성진 제3대 사장 취임
- 2013. 7. 1. 평택시 교통약자 특별교통수단 위‧수탁 운영
- 2014. 3. 6. 평택시 어린이교통공원 관리 운영
- 2014. 12. 3. 이연흥 제4대 사장 취임
- 2015. 2. 2. 평택시 공영주차장 위‧수탁 관리 운영(노외:11개소, 노상:5개소)
- 2015. 8. 21. 공사 사옥 이전(경기도 평택시 도일유통길 25)
- 2015. 6. 16. 평택시 공영주차장 위ㆍ수탁 관리 추가 운영(노외:25개소, 노상:9개소)
- 2016. 12. 29. 자본금 증자(2,141억 원→3,444억 원)

## 주요사업범위
- 토지개발 등을 위한 토지의 취득, 개발, 공급, 임대 및 관리
- 주택 및 일반건축물의 건설, 개량, 공급, 임대 및 관리
- 관광지, 리조트 등 위락단지 조성 및 관리, 산업단지 조성 및 관리
- 도로, 도시철도 등 교통관련 시설의 건설 및 유지관리
- 지역경제 활성화에 기여할 수 있는 해외무역, 외자유치 및 그와 관련된 투자업무
- 건설자재의 생산 및 공급
- 체육시설의 조성 및 관리
- 국가 또는 시가 대행 또는 위탁한 업무
- 시장이 필요하다고 인정하여 대행한 사업의 추진 및 관리
- 지방공기업법 제2조와 관련되는 공공성과 수익성이 있는 경영수익사업

## 자체사업(진행중인 개발사업)

### 고덕국제화계획지구 택지개발사업
- 위치: 경기도 평택시 서정·장당·지제동 및 고덕면 일원
- 면적: 13,422천㎡(공사 671천㎡)
- 사업기간: 2008년 ~ 2020년
- 사업비: 8조 1,603억 원(평택도시공사 5%, 4,080억 원)
- 시행자: 평택도시공사(5%), 경기도(2%), 경기주택도시공사(8%), 한국토지주택공사(85%)

### 브레인시티일반산업단지 조성사업
- 위치: 평택시 도일동 일원
- 면적: 4,825천㎡(약 146만 평)
- 사업기간: 2017년 ~ 2021년
- 사업비: 2조 7,459억 원
- 시행자: 평택도시공사(1단계), 브레인시티PFV(2단계)

### 황해경제자유구역 평택BIX 개발사업
- 위치: 평택시 포승읍 만호리, 희곡리, 신영리 일원
- 면적: 2,044천㎡(618천 평)
- 사업기간: 2013년 ~ 2020년
- 사업비: 8,004억 원(평택도시공사 20%, 1,600억 원)
- 시행자: 1공구 경기주택도시공사(80%), 2공구 평택도시공사(20%)

### 진위3일반산업단지 조성사업
- 위치: 평택시 진위면 마산리 일원
- 면적: 827천㎡(250천 평)
- 사업기간: 2015년 10월 ~ 2020년 6월
- 사업비: 3,275억 원(공사비 1,318, 보상비 1,161, 기타 796)
- 시행자: (주)진위3산단(PFV) (평택도시공사 20% 출자)

### 진위2일반산업단지 조성사업
- 위치: 평택시 진위면 가곡리, 갈곶리 일원
- 면적: 956천㎡(290천 평)
- 사업기간: 2012년 1월 ~ 2018년 6월
- 사업비: 4,382억 원(용지비 3,114, 조성비 1,017, 기타 251)
- 시행자: 평택도시공사

### 포승2일반산업단지 조성사업
- 위치: 평택시 포승읍 만호리 일원
- 면적: 632,944㎡(약 19.1만 평)
- 사업기간: 2007년 ~ 2015년
- 사업비: 3,062억 원
- 시행자: 포승산단(주) (평택도시공사 20% 출자)

## 평택시 대행사업

### 공영주차장 운영·관리
- 운영대상: 46개소 3,044면(노외 33개소 2,453면, 노상 13개소 591면)
- 운영시간: 노상 10:00~19:00(월~금), 노외(무인기) 24시간
- 주차요금: 30분이내 500원 / 1시간 이하 1,000원 / 1시간 초과시 10분당 300원
- 자세한 사항은 평택도시공사 공영주차장 홈페이지 참조

### 교통약자 이동지원센터 운영·관리
- 운영차량: 44대
- 운행지역: 전국(시외 지역은 병원지료 목적으로 한정)
- 운행시간: 24시간 연중무휴
- 요금체계: 기본요금 1,200원(10㎞), 추가요금 100원(5㎞)
- 신청방법: 사전예약제(1일전 예약 및 당일예약)
- 이용대상: 장애인, 국가유공자 등
- 자세한 사항은 평택도시공사 홈페이지 참조

### 어린이 교통공원 운영·관리
- 공원위치: 평택시 안중읍 현화6길 48
- 운영시간: 개장 09:00 / 폐장 18:00
- 휴관일: 토요일, 일요일, 법정공휴일
- 이용대상: 보호자를 동반한 3~9세 어린이 (단체는 10명이상)
- 자세한 사항은 평택시 어린이 교통공원 홈페이지 참조